# Al-Qabu, Syria
Al-Qabu (tiếng Ả Rập: القبو, cũng đánh vần Kabu) là một thị trấn ở miền trung Syria, một phần hành chính của Tỉnh Homs, phía tây bắc của Homs. Các địa phương lân cận bao gồm al-Shinyah ở phía bắc, Taldou và Kafr Laha ở phía đông bắc, Sharqliyya ở phía đông, al-Mahfurah ở phía nam, Rabah ở phía tây nam và Fahel ở phía tây. Theo Cục Thống kê Trung ương Syria (CBS), al-Qabu có dân số 4.870 trong cuộc điều tra dân số năm 2004. Người dân chủ yếu là Alawites.